# Vinko Paulski
Vinko Paulski (lat. Vincentius a Paulo; St. Vincent de Paul, 24. travnja 1581. – Pariz, 27. rujna 1660.), francuski svećenik, osnivač katoličkih redova lazarista i Družbe milosrdnih sestara, katolički svetac.

## Životopis

### Djetinjstvo
Sveti Vinko se rodio najvjerojatnije 24. travnja 1581. u obitelji seljaka. 1828. selo je preimenovano u čast svetog Vinka u St. Vincent de Paul. Preživljavao je čuvajući ovce i svinje. Kako bi se izvukao iz bijede i materijalno više podigao, roditelji ga odrediše za svećenika. Bilo mu je 15 godina kad je došao u Dax u školu. Marljivo je učio latinski i druge predmete, a za uzdržavanje si je zasluživao kao kućni učitelj djece odvjetnika De Cometa. Tomu se dosjetljivi seljački momak svidio pa je Vinkova oca samo još utvrdio u uvjerenju da je njegov sin sposoban za studij teologije. Stoga ga otac odlučuje dalje financirati te prodaje dio obiteljskog imanja da bi svoga sina s tim novcem mogao poslati na Sveučilište u Toulouseu, da studira teologiju. Svojom je seljačkom pameću razmišljao, da će se ta investicija jednoga dana, kad njegov sin dobije bogatu nadarbinu, posve isplatiti. 
Vinko je 12. listopada 1604. postigao naslov bakalaureata svetog bogoslovlja. No još prije toga podijelio mu je 23. rujna 1600. biskup François de Bourdeille svećenički red.

### Zrela dob
Tada nije bilo lako dobiti župu pa je tako nije mogao dobiti ni Vinko, makar je radi toga poduzeo putovanje čak u Rim. Čekajući na župu, neko je vrijeme proveo u Toulouseu, brinući se ondje za jedan dom. Njegovo je financijsko stanje tada bilo veoma loše, a upao je i u dugove. Nakon kratkog boravka u Bordeauxu, Vinko je početkom 1605. godine doslovno iščeznuo da bi nekako umakao onima kojima je bio dužnik. Kako saznajemo iz njegovih dvaju pisama što ih je pisao De Cometu, zbog pitanja baštine bio je prisiljen otputovati u Marseilles. Na povratku preko mora uhvatili su ga turski gusari te kao roba prodali u Tunis. Tamo je radio najprije kod jednoga ribara, zatim kod jednog alkemičara i napokon kod jednog muhamedanca koji je nekoć bio franjevac, a onda prešao na islam. Toga je uspio obratiti i s njime jednim brodićem pobjeći.
Godine 1607. dolazi u Avignon. Ondje se upoznao s vicelegatom Montorijom, postao mu prijatelj. Prijateljstvo je zadobio otkrivši mu alkemijske tajne, što ih je naučio u Tunisu. Toga je gospodina pratio u Rim u nadi da će mu on pomoći da se domogne kakve dobre župe.  Vinko se vratio iz Rima i god. 1608. dospio u Pariz. Nakon što je čekao na zgodnu priliku preko godine dana, u proljeće 1610. postao je kućni duhovnik kod Margarete de Valois, prve žene kralja Henrika IV. Malo kasnije dobio je kao nadarbinu cistercitsku opatiju Saint-Léonard-de-Chaumes, u biskupiji Saintes, no njezini su dohodci bili osrednji. 
Nakon godina svećeničkoga rada sveti je Vinko jednom rekao: "Da sam tada kad sam se drznuo primiti na se svećeništvo znao što je to svećeništvo, kao što to znam danas, radije bih obrađivao zemlju nego da se učlanim u tako strašan stalež." - Unatoč toj izjavi sveca, kolika bi neprocjenjiva šteta bila za Crkvu da Vinko nije počinio tu "drskost"! 
Sv. Vinko nije odmah od početka bio i svet svećenik. U doba kad je kao svećenik bio strašno zadužen i kad se u tome gotovo utopio, naišao je na osobu Pierrea de Bérullea, kasnijeg kardinala. U svojoj gorljivosti taj je duhovni pastir s nekolicinom svećenika htio ustanoviti družbu, u kojoj bi se, na temelju dubokoga teološkoga znanja, gajila svećenička duhovnost i svetost. Ti bi svećenici uzornim svećeničkim životom i djelovanjem i drugim svećenicima pokazivali pravi put, bili im putokazom. Bérulle je takvu družbu i osnovao te je nazvao Oratorij, nešto slično kao što je u Rimu učinio sv. Filip Neri. 
Uz Bérullea je sv. Vinko nastojao upoznati svoj vlastiti put. Bérulle ga promatra, pokušava proniknuti tajnu njegove duše, no nije došao do jasnoće. I sam Vinko se savjetuje, moli i ispituje. Ipak se nije mogao odlučiti za Oratorij, no na Bérulleovu preporuku prihvati ipak u blizini Pariza župu Clichy. Već je 12 godina bio svećenik i tek tada prvi put dobio je posao pastorala vjernika župe. 
Kasnije, isto tako na preporuku Bérullea, preuzeo je malu  župu u mjestu Châtillon-Les-Dombes kod Lyona, gdje su se šestorica svećenika nemoćno borila protiv reformacije koja im je grabila vjernike. Nalazeći se na toj župi, Vinko sam pripovijeda ovo: "Jedne nedjelje mjeseca kolovoza, kad sam se oblačio za svetu misu, došli su mi reći da su u jednoj osamljenoj kući svi članovi obitelji bolesni, svi u neopisivoj stisci, nije ostao pošteđen ni jedan jedini koji bi mogao pomagati drugima. To me je uhvatilo za srce." Duboko ganut propovijedao je o tom svojim vjernicima i oni pritekoše u pomoć. "Bila je to velika, ali neorganizirana ljubav", kaže sam svetac i odmah se dade na posao koji će dovesti do osnivanja sestara milosrdnica i družbe misionara ili lazarista. 
No najprije osnovao je prvu Bratovštinu ljubavi, društvo koje će pomagati siromašnim bolesnicima. Kako je na molbu Bérullea već u jesen 1613. postao odgojitelj kod grofa Filipa-Emanuela de Gondija, generala galija, u toj je obitelji zadobio veliko povjerenje i poštovanje. Njoj se opet vratio te počeo organizirati pučke misije, a po selima što su pripadala De Gondijima, osnivao je nove bratovštine ljubavi. Nakon toga je pošao galijašima, da im olakša njihov teški udes. U veljači 1619. postao je i njihov dušobrižnik. U savezu sa slavnom Družbom Presvetog Sakramenta mogao im je pružati veliku materijalnu i duhovnu pomoć. 
I tako se iz dana u dan sve više širila Vinkova socijalna i karitativna djelatnost po mnogim francuskim gradovima. Budući da nije mogao doskočiti svim potrebama, u njemu je sve više dozrijevala misao za pomoćnicima koji bi mu pomagali u njegovu apostolatu. Da bi ostvario takvo što, obitelj De Gondi stavila mu je na raspolaganje priličnu svotu novaca. Bilo je to u travnju 1625. Brzo nakon toga umrla je gospođa De Gondi, a njezin je muž postao svećenik oratorijanac. 
Vinku je pošlo za rukom pridobiti prve članove za svoju zamišljenu Misijsku kongregaciju. Oni su stanovali najprije u College de Bons-Enfants, a kasnije u prioratu Saint-Lazar, po kojem ih prozvaše lazaristima. Mlada se kongregacija vrlo dobro razvijala. Djelovala je najprije po raznim francuskim gradovima, a god. 1643. lazaristi pođoše i u inozemstvo. Sveti Vinko je uspio osnovati redovite i stalne misijske postaje u Alžiru, Tunisu, pa čak i na dalekom Madagaskaru. 
Usporedno s lazaristima osnovao je i Družbu milosrdnih sestara – Filles de la Charité. Tu je Družbu osnovao skupa s pobožnom udovicom Lujzom de Marillac (1591. – 1660.), kojoj je od god. 1624. bio duhovni vođa. Svrha je Družbe posve karitativna: pomagati sve koji su u nevolji. Sv. Vinko je 1640. utemeljio i ustanovu za skrb oko siročadi. Poznato je da je samo u Parizu godišnje znalo biti ostavljeno i do 400 napuštene djece. Tu je djecu skupljao sv. Vinko preko svojih ustanova i suradnika. On se dao i na rješavanje duhovnih problema, a osobito je mnogo učinio za izobrazbu i odgoj klera. Iz Svetog Lazara vodio je svoje veliko djelo silnim dopisivanjem. Kroz 50 godina napisao je 50.000 pisama. Sačuvano ih je, na žalost, samo 3.000. Sačuvano je nešto i od njegovih govora njegovim misionarima. Svi njegovi spisi odišu duhom, vjerom, ljubavlju i pobožnošću. Za njega naročito vrijede riječi: "I mrtav još govori!". 
Unatoč tome što je imao snažnu seljačku tjelesnu građu, toliki ga napori ipak skrhaše, a u zadnje vrijeme naročito malarija od koje je bolovao. Početkom 1660. gotovo umire. Nakon kratke smrtne borbe umro je ujutro 27. rujna 1660. godine.

## Štovanje
Proglašen je blaženim u 13. kolovoza 1729. od pape Benedikta XIII. 16. lipnja 1737. godine proglašen je svetim od pape Klementa XII. Zaštitnik je siromaha, bolesnika te socijalnih i karitativnih radnika. Spomendan mu se slavi 27. rujna. Obično se prikazuje u Francuskoj, a nosi habit svećenika misionara sa zauzlanim pašom (pojasom) i crnom sutanom (reverendom). Drži dijete u naručju, a kraj njega ponekad na prikazu kleči sestra milosrdnica.

## Vanjske poveznice
- Sestre milosrdnice zagrebačke provincije
- Družba sestara milosrdnica  Arhivirana inačica izvorne stranice od 11. srpnja 2007. (Wayback Machine)
- Lazaristi  Arhivirana inačica izvorne stranice od 26. listopada 2007. (Wayback Machine)